# چریتی (زبان برنامه‌نویسی)
چریتی (Charity) یک زبان برنامه‌نویسی تابعی خالص آزمایشی است که در دانشگاه کلگری بر اساس ایده‌های هاگینو تاتسویاس (Hagino Tatsuyas)، تحت نظارت رابین کاکت (Robin Cockett) ابداع شده‌است. چریتی کاملاً بر پایه نظریه رده‌ها استوار است.
بدون توجه به‌تعامل با دنیای خارج، همهٔ برنامه‌های چریتی تضمین می‌شوند که یا به‌پایان رسیده یا فعال باقی بمانند.
این زبان نوع‌های داده بازگشتی ترتیبی را می‌پذیرد، مانند نوع‌هایی که ممکن است در زبان ام‌ال یافت شوند، که نیاز دارند محدود باشند و نوع‌های داده هم‌بازگشت، که مجازاند به‌طور بالقوه نامحدود باشند. ساختار کنترلی برای کار بر روی نوع‌های داده بازگشتی، بازگشتی اولیه یا دگردیسی است و اولین ساختار کنترلی برای نوع‌های داده هم‌بازگشتی، هم‌بازگشتی اولیه یا اپومورفیزم است. هیچ‌کدام از ساختارهای کنترلی نمی‌تواند بر روی نوع دیگری عمل نماید، پس تمام دگردیسی‌ها از بین می‌روند و تمام اپومورفیزم‌ها پرحاصل‌اند.